# Anochetus peracer
Anochetus peracer é uma espécie de formiga do gênero Anochetus, pertencente à subfamília Ponerinae.